# Vexillum kaicherae
Vexillum kaicherae là một loài ốc biển nhỏ, là động vật thân mềm chân bụng sống ở biển trong họ Costellariidae.

## Miêu tả
The only reported location of Vexillum kaicherae is ở Đại Tây Dương just phía đông của Biển Caribe and off bờ biển đông bắc của Venezuela.